# Cebrio dufouri
Cebrio dufouri is een keversoort uit de familie Cebrionidae. De wetenschappelijke naam van de soort is voor het eerst geldig gepubliceerd in 1851 door Graells.